# Де Арраскаэта, Джорджиан
Джорджиа́н Даниэ́ль Де Арраскаэ́та Бенеде́тти (исп. Giorgian Daniel De Arrascaeta Benedetti; род. 1 июня 1994, Нуэво-Берлин, департамент Рио-Негро) — уругвайский футболист, атакующий полузащитник бразильского клуба «Фламенго» и сборной Уругвая.

## Биография

### Клубная карьера
Джорджиан Де Арраскаэта — воспитанник клуба «Дефенсор Спортинг», в футбольную школу которого пришёл в возрасте 13 лет. С 2012 года стал выступать в основном составе «Дефенсора», дебютировав 21 октября в игре с «Данубио» (3:1), где провёл на поле 28 минут.
В июле 2013 года в испанской прессе появились слухи, что Джорджиан может перейти в «Севилью» или «Барселону». Однако в январе 2015 года Де Арраскаэта подписал пятилетний контракт с бразильским «Крузейро». Дважды выигрывал с «лисами» Кубок Бразилии, а также становился чемпионом штата Минас-Жерайс.
В январе 2019 года за 15,6 млн евро перешёл во «Фламенго». Вместе с командой 23 ноября 2019 года стал обладателем Кубка Либертадорес. Также помог своей команде выиграть чемпионат штата и чемпионат Бразилии.
В 2020—2021 годах продолжил успешно выступать за «красно-чёрных», с которым продолжил выигрывать чемпионата штата, во второй раз подряд стал чемпионом Бразилии, а в 2021 году помог своей команде вновь выйти в финал Кубка Либертадорес.

### Карьера в сборной
Серебряный призёр молодёжного чемпионата мира 2013.
8 сентября 2014 года дебютировал за основную сборную Уругвая. Де Арраскаэта вышел на замену в товарищеском матче против сборной Кореи и отметился результативной передачей на Хосе Марию Хименеса. Этот гол стал победным для «селесте».
В 2018 году на чемпионате мира в России помог своей национальной команде дойти до 1/4 финала.
Принял участие в Кубках Америки 2015 и 2019 годов. Был включён в состав сборной на Кубок Америки 2021.
В 2022 году Де Арраскаэта принял участие на чемпионате мира в Катаре, оформил «дубль» в матче против сборной Ганы и был заменён Агустином Каноббио.

## Титулы и достижения
Командные
- Вице-чемпион Уругвая (1): 2012/13
- Чемпион штата Рио-де-Жанейро (3): 2019, 2020, 2021
- Чемпион штата Минас-Жерайс (1): 2018
- Чемпион Бразилии (2): 2019, 2020
- Чемпион Кубка Бразилии (3): 2017, 2018, 2022
- Обладатель Суперкубка Бразилии (2): 2020, 2021
- Финалист молодёжного Кубка Либертадорес (1): 2012
- Обладатель Кубка Либертадорес (2): 2019, 2022
- Финалист Кубка Либертадорес (1): 2021
- Обладатель Рекопы Южной Америки (1): 2020
- Бронзовый призёр Молодёжного (до 20 лет) чемпионата Южной Америки (1): 2013
- Серебряный призёр Молодёжного (до 20 лет) чемпионата мира (1): 2013

Личные
- Лучший новичок чемпионата Уругвая: 2012/13[10]